# داروين هايندان
داروين هايندان هو سياسي أمريكي، ولد في 30 أبريل 1933 في كولومبوس في الولايات المتحدة، وتوفي في 17 يونيو 2019 في كولومبيا في الولايات المتحدة.